# Pfarrkirche Strebersdorf

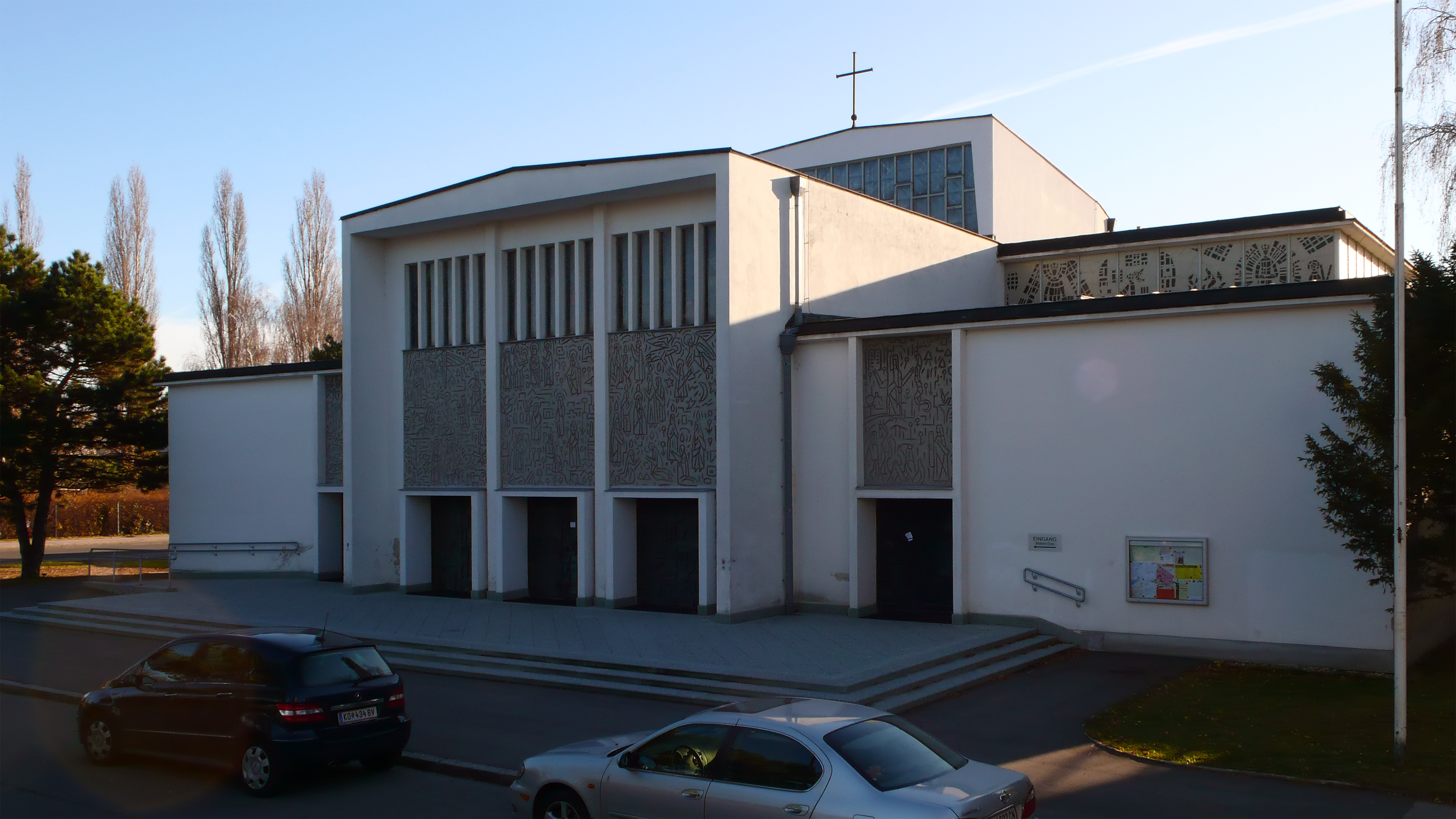
Katholische Pfarrkirche Maria Königin in Wien-Strebersdorf

Die Pfarrkirche Strebersdorf ist eine römisch-katholische Pfarrkirche im Bezirksteil Strebersdorf des 21. Wiener Gemeindebezirks Floridsdorf. Sie ist dem Fest Maria Königin geweiht. Zuvor diente die Klosterkirche Maria Immaculata in der  Anton-Böck-Gasse als Pfarrkirche.
Die Pfarre liegt im Stadtdekanat 21 des zur Erzdiözese Wien gehörenden Vikariates Wien Stadt.

## Geschichte
Die Pfarre Strebersdorf wurde erst am 1. November 1939 selbstständig. Bis 1541 gehörte Strebersdorf zur Pfarre St. Georg in Kagran. Danach hatte ein Ersuchen an das Bistum Passau Erfolg, Strebersdorf in die zuvor neu gegründete näher gelegene Pfarre Stammersdorf zu integrieren. Dort verblieb Strebersdorf bis nach der Eingemeindung von Stammersdorf nach Wien im Jahr 1938.
Bis 1888 war die Kapelle des Schlosses das einzige Gotteshaus in Strebersdorf. Dieses wurde schon 1668 als Marienkapelle erwähnt. Es ist wahrscheinlich, dass es schon damals in der Kapelle eine um das Jahr 1510 entstandene Marienstatue gab, die im Jahr 1934 an das Historische Museum übergeben wurde und deren Kopie heute in der neuen Pfarrkirche Maria Königin aufgestellt ist.
1886 hielt die Kongregation der Brüder der Christlichen Schulen ihren Einzug in das Strebersdorfer Schlösschen und machte es zum Sitz der österreichisch-ungarischen Ordensprovinz. 1887 bis 1888 wurde nach Plänen von Richard Jordan die Klosterkirche der Schulbrüder erbaut, der Turm mit den Glocken wurde allerdings erst 1925 fertiggestellt. Diese Klosterkirche, Maria Immaculata geweiht, diente den Strebersdorfern von 1939 bis 1961 als Pfarrkirche.
1939 wurde dem bisherigen Benefiziaten Edmund Hawranek die Leitung der Pfarre anvertraut. Nach dem Ende des Zweiten Weltkriegs setzte eine starke Wohnbautätigkeit der Gemeinde Wien in den nördlich der Donau gelegenen Stadtbezirken ein. Schon in den 1950er Jahren wurde daher daran gedacht, eine neue Pfarrkirche zu bauen und den Bauplatz näher an die neu errichteten Wiener Gemeindebauten zur Endstelle der heutigen Straßenbahnlinie 26 zu verlegen.
Mit Pfarrer Roland Pasecker wurde der Bau der Pfarrkirche nach den Plänen des Architekten Ladislaus Hruska aufgenommen. Die Grundsteinlegung fand am 7. November 1959 in Anwesenheit von Erzbischof-Koadjutor Franz Jachym statt.
Dieser konnte auch am 14. und 15. Oktober 1961 die neue Pfarrkirche Maria Königin weihen. Im Jahre 1991 wurde das Pfarrheim nach den Plänen von Architekt Johann Hoffmann eröffnet.

## Architektur
Maria Königin in Strebersdorf gehört zu den 15 Pfarrkirchen, die in den 1950er Jahren in Wien neu errichtet wurden. Diese Phase fällt noch in die Zeit vor der Liturgiereform des Zweiten Vatikanischen Konzils. Der Altarraum war zwar noch nicht zentral angeordnet, dennoch wurden die Innenräume so geplant, dass die Gläubigen sich von drei Seiten um den Altar gruppieren konnten. Das zeigt der von Ladislaus Hruska kurz vor der Kirche Maria Königin geplante Grundriss der Kirche Gatterhölzl in Wien-Meidling, die als Zentralbau ausgeführt wurde. Die Pfarrkirche Maria Königin hat hingegen einen traditionellen, kreuzförmigen Grundriss. Allerdings ist ein kurzes Langhaus mit zwei Querschiffen nahezu T-förmig angeordnet. Das  erlaubt eine Gruppierung um den Altarraum, der leicht vertieft und gerade geschlossen vorne angeordnet ist. Dieser Altarraum ist höher als das Lang- und Querhaus und wird durch ein Lichtband von der Eingangsseite her beleuchtet. Nach dem Konzil wurde der Tabernakel vom Altar in die Werktagskapelle übertragen, sodass der Altar nunmehr als Volksaltar diente.

## Ausstattung
Über dem Hochaltar hängt ein großes Kreuz, das den Gekreuzigten zeigt. Dieses Kreuz, das von Alexander Silveri geschaffen wurde, wächst aus einer gespaltenen Kugel empor. Der Unterbau des Altares weist die stilisierte Form einer Krone auf und verweist damit auf das Patrozinium der Pfarrkirche Maria Königin, das von der römisch-katholischen Kirche am 22. August gefeiert wird.
Die Lichtverhältnisse im Querschiff werden von einem großen Fensterband geprägt, das zwölf der Anrufungen aus der Lauretanischen Litanei darstellt, in denen Maria als Königin bezeichnet wird. Das Fenster stammt von Heinrich Tahedl, der mit dem Architekten Ladislaus Hruska befreundet war und mehrmals Kirchenfenster für dessen Sakralbauten schuf, darunter für die in den Jahren 1955 bis 1959 erbaute Kirche der Pfarre Gatterhölzl.
In den beiden Seitenschiffen stehen die Statuen des Heiligen Sebastian und des Heiligen Florian. Sie stammen noch aus der alten Schlosskapelle, die im Jahr 1968 abgerissen wurde und einem Schulneubau weichen musste. Sie wurden in der Sakristei der Klosterkirche der Schulbrüder aufbewahrt und im Jahr 1984 restauriert, um sie in der neuen Pfarrkirche wieder aufstellen zu können. Ebenfalls in dieser Schlosskapelle stand eine Madonnenstatue etwa aus 1510, die wegen ihres schlechten Erhaltungszustandes nicht mehr in der neuen Kirche aufgestellt werden konnte. Eine Kopie dieser Madonnenstatue wurde von Bildhauer Peter Staffler geschaffen, im Jahr 2000 von Propst Bernhard Backovsky vom Stift Klosterneuburg geweiht und in der Nähe des Altarraumes aufgestellt.
Nach der Gründung der Pfarre musste 1941 für die als Pfarrkirche dienende Klosterkirche ein Taufbecken angeschafft werden. Dieses aus Mannersdorfer Kalkstein gefertigte Becken wurde nach Weihnachten des Jahres 1941 geweiht. Nach Fertigstellung der neuen Pfarrkirche wurde das Taufbecken im Vorraum der neuen Sakristei aufgestellt und 1982 in der Wochentagskapelle situiert. In dieser Kapelle wurde auch eine Marienstatue des Floridsdorfer Künstlers Karl Jetzinger aufgestellt, die ursprünglich nahe dem Altarraum der Hauptkirche stand. Beleuchtet wird die Kapelle durch ein großes Glasfenster von Erich Huber.